# Władimir Radziwanowicz
Władimir Radziwanowicz, podczas służby w Wojsku Polskim używał imienia Włodzimierz, ros. Владимир Александрович Радзиванович (ur. 19 grudnia 1902?/1 stycznia 1903 w Petersburgu, zm. 12 października 1957 w Moskwie) – generał major Armii Radzieckiej, generał brygady LWP.

## Życiorys
Pochodził z polskiej rodziny zamieszkałej w Petersburgu.
Podczas rewolucji październikowej wstąpił do oddziału młodzieży robotniczej Fińskiej Gwardii Czerwonej Dzielnicy Wyborskiej, a w marcu 1918 do Armii Czerwonej. Absolwent kursu dowódców kawalerii w Szkole Kawalerii w Jelizawetgradzie (1919), uczestnik wojny domowej w Rosji, trzykrotnie ranny. Od 1921 r. zastępca dowódcy szkoły kawalerii, później dowódca samodzielnego szwadronu kawalerii, szef sztabu pułku kawalerii, szef rozpoznania pułku. W latach 1929–1936 służył w Wojskach Ochrony Pogranicza.
W styczniu 1937 zwolniony do rezerwy w ramach czystek stalinowskich, podjął studia w Instytucie Literackim imienia Gorkiego oraz studia języków obcych; opanował siedem języków (niemiecki, angielski, francuski, włoski, hiszpański, szwedzki i turecki). Był tłumaczem — przetłumaczył na język rosyjski wiele dzieł wojskowo-historycznych i literatury pięknej. Członek Związku Pisarzy ZSRR.
Po ataku Niemiec na ZSRR w 1941 r. zmobilizowany do Armii Czerwonej w stopniu podpułkownika, mianowany pomocnikiem szefa sztabu pułku kawalerii na Froncie Leningradzkim, od grudnia 1941 szef sztabu, a od stycznia 1942 dowódca pułku, wiosną 1942 ranny podczas walk. Od 1943 r. był dowódcą 13 Gwardyjskiej Brygady Zmechanizowanej 2 Stalingradzkiego Korpusu Zmechanizowanego na Froncie Południowym.
W sierpniu 1943 skierowany do służby w Polskich Siłach Zbrojnych w ZSRR i mianowany zastępcą dowódcy 1 Polskiej Dywizji Piechoty im. Tadeusza Kościuszki ds. liniowych, a we wrześniu 1943 szefem sztabu 1 Korpusu Polskich Sił Zbrojnych w ZSRR. 23 października 1943 mianowany pułkownikiem Armii Czerwonej. Od grudnia 1943 ponownie zastępca dowódcy 1 Polskiej Dywizji Piechoty im. Tadeusza Kościuszki, od kwietnia 1944 dowódca 1 Samodzielnej Brygady Kawalerii Armii Polskiej w ZSRR. Brał udział w walkach m.in. na Wale Pomorskim. W maju 1945 został dowódcą Okręgu Wojskowego nr VII w Lublinie, a 27 września 1945 dowódcą 1 Warszawskiej Dywizji Kawalerii. 14 grudnia 1945 mianowany generałem brygady przez Prezydium Krajowej Rady Narodowej. W styczniu 1947 zakończył służbę w Wojsku Polskim i wrócił do ZSRR, gdzie został szefem katedry języków obcych w Wojskowym Instytucie Pedagogicznym Armii Radzieckiej w Leningradzie.
W 1959 r. ukazały się jego pamiętniki z okresu służby w Wojsku Polskim pt. Под польским орлом („Pod polskim orłom”).
Żonaty z Esfirą Mojsiejewną Rywkiną.

## Odznaczenia
- Krzyż Srebrny Orderu Virtuti Militari (1945)
- Krzyż Oficerski Orderu Odrodzenia Polski (1945)
- Złoty Krzyż Zasługi (1946)
- Medal za Odrę, Nysę, Bałtyk
- Order Czerwonego Sztandaru (dwukrotnie)
- Order Czerwonej Gwiazdy (dwukrotnie)
- Medal „Za obronę Stalingradu”
- Medal „Za obronę Moskwy”
- Partyzancki Znak
- Odznaka Fińskiej Czerwonej Gwiazdy
- Medal „Za zwycięstwo nad Niemcami w Wielkiej Wojnie Ojczyźnianej 1941–1945”
- Medal „Za zdobycie Berlina”
- Medal „Za wyzwolenie Warszawy”[1]